# Leptoneta ciaisensis
Leptoneta ciaisensis là một loài nhện trong họ Leptonetidae.
Loài này thuộc chi Leptoneta. Leptoneta ciaisensis được miêu tả năm 1987 bởi Dresco.